# Arnold Willem Nicolaas van Tets van Goudriaan

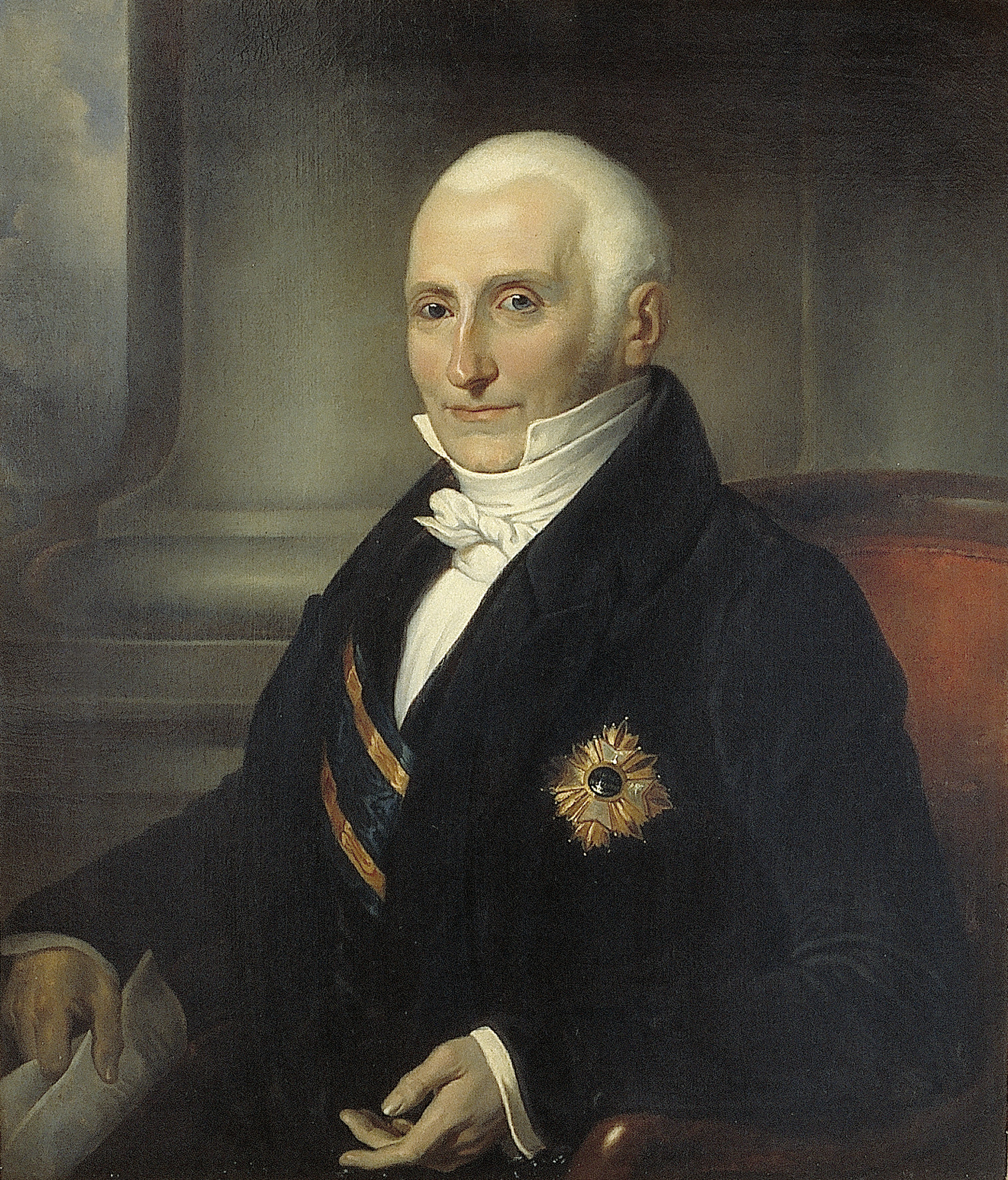
Arnold Willem Nicolaas van Tets van Goudriaan

Mr. Arnold Willem Nicolaas van Tets van Goudriaan, (Den Haag, 27 maart 1771 – aldaar, 5 januari 1837) was een Nederlands politicus.
Hij was bestuurder onder koning Willem I uit een Dordts regentengeslacht. Hij was gouverneur van het noordelijk deel van Holland (1814-1828) en later minister van Financiën (1828-1837). Hij gold als een begenadigd redenaar, die met zijn bloemrijke taal en woordgrappen zijn onkunde aardig wist te verdoezelen.

## Familie
Van Tets van Goudriaan was een zoon van mr. Arnoldus Adrianus van Tets (1738-1792), onder andere burgemeester van Dordrecht.
Hij trouwde in 1799 met Cornelia Gevaerts (1775-1851), een dochter van Ocker Gevaerts (1735-1807). Zijn enig geboren dochter Arnoldina Wilhelmina Jacoba van Tets van Goudriaan (1802-1887) trouwde met Ocker Repelaer van Molenaarsgraaf (1796-1869).

## Loopbaan
- advocaat te 's-Gravenhage (1791-1794)
- pensionaris van Dordrecht (1794-1795)
- ambteloos burger van 1795 tot 1807
- commissaris van de verponding te Sliedrecht vanaf oktober 1807
- ontvanger van Dordrecht vanaf 1807
- secretaris Alblasserwaard vanaf 1807
- lid voorlopig bestuur van Dordrecht vanaf 19 november 1813
- commissaris-generaal departement Monden van de Maas (3 december 1813 - april 1814)
- Gouverneur van het noordelijk deel van Holland (1 mei 1814 - 7 mei 1828)
- lid Raad van State in buitengewone dienst (6 april 1814 - 7 mei 1828)
- minister van Financiën (10 juni 1828 - 5 januari 1837)

- Biografisch Portaal: 50331544
- Digitale Bibliotheek voor de Nederlandse Letteren: tets002
- Gemeinsame Normdatei: 1088446310
- International Standard Name Identifier: 0000 0003 9663 9599
- Nederlandse Thesaurus van Auteursnamen: 070032378
- Parlement.com: vg09llsykfqg
- Virtual International Authority File: 291638007